# 刘慈欣
刘慈欣（1963年6月23日—），男，祖籍河南省罗山县，生于北京，中国当代科幻作家，自1980年代中期开始创作，1999年6月起在《科幻世界》杂志上发表多篇科幻小说和科幻随笔，并出版了多部长篇科幻小说，现为山西省作家协会副主席，阳泉市作协名誉主席，中国科普作家协会会员，中国作家协会会员，中国作家协会第九届、第十届全国委员会委员。
其代表作有长篇小说《超新星纪元》、《球状闪电》、《三体》、《三体II：黑暗森林》、《三体III：死神永生》，中短篇小说《流浪地球》、《乡村教师》、《朝闻道》、《微纪元》等。刘慈欣是目前中国最有影响力的科幻作家之一。

## 生平
1963年6月，刘慈欣出生于北京，祖籍河南罗山。父亲刘斌是退伍军人，在北京煤矿设计院工作，文革开始后全家被迫迁居山西阳泉的一家煤矿，父亲当矿工，母亲当小学教师。刘慈欣在阳泉的矿区长大，15岁时开始尝试创作科幻小说。1981年刘慈欣从阳泉一中高中毕业，考入华北水利水电学院水电工程系水工专业，1985年毕业后，被分配到位于阳泉市平定县的娘子关发电厂任计算机工程师。自1999年6月在《科幻世界》上首次发表短篇小说《鲸歌》起，刘慈欣的科幻创作进入“井喷期”并接连获奖。2009年，刘慈欣工作的娘子关电厂按照中国节能减排政策关停。2014年8月，正式调入阳泉市文学艺术创作研究室。2015年8月23日，凭借《三体》获第73届世界科幻大会颁发的雨果奖最佳长篇小说奖，为亚洲首次获奖。
中國當代最具影響力的科幻作家，連續多年獲得中國科幻銀河獎，並獲全球華語科幻星雲獎、美國雨果獎(Hugo Award)、軌跡獎(Locus Award) 及英國克拉克獎(Arthur C. Clarke Award)。

## 获奖

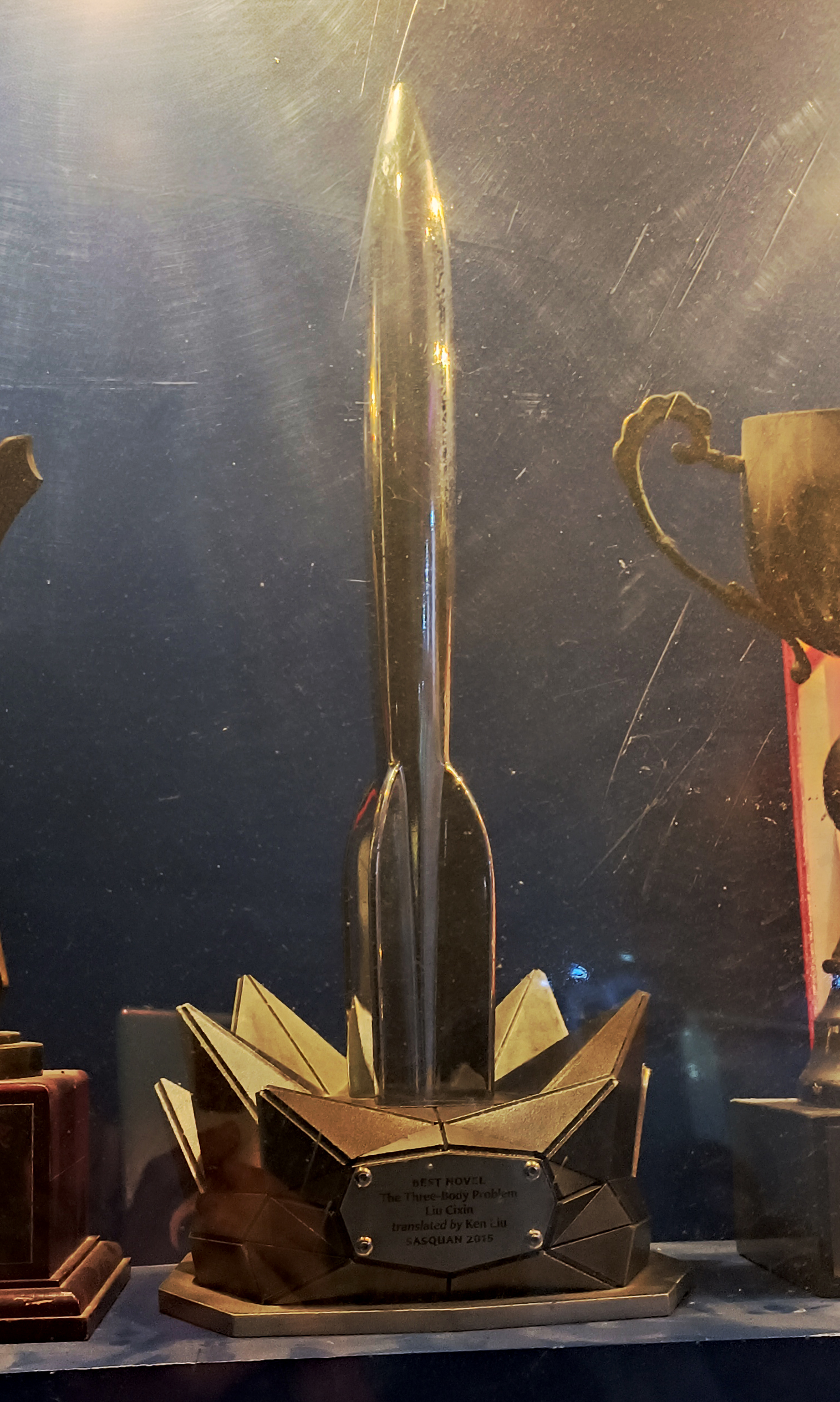
刘慈欣的雨果奖奖杯（《三体》）

- 1999年中国科幻银河奖（第十一届），一等奖，《带上她的眼睛》。
- 2000年中国科幻银河奖（第十二届），特等奖，《流浪地球》。
- 2001年中国科幻银河奖（第十三届），《全频带阻塞干扰》。
- 2001年中国科幻银河奖（第十三届），读者提名奖，《乡村教师》。
- 2002年中国科幻银河奖（第十四届），《中国太阳》。
- 2002年中国科幻银河奖（第十四届），读者提名奖，《朝闻道》、《吞食者》。
- 2003年中国科幻银河奖（第十五届），《地球大炮》。
- 2003年中国科幻银河奖（第十五届），读者提名奖，《诗云》、《思想者》。
- 2004年中国科幻银河奖（第十六届），《镜子》。
- 2004年中国科幻银河奖（第十六届），读者提名奖，《圆圆的肥皂泡》。
- 2005年中国科幻银河奖（第十七届），《赡养人类》。
- 2006年中国科幻银河奖（第十八届），特别奖，《三体》。[17]
- 2007-2009年度赵树理文学奖 ，儿童文学奖，《超新星纪元》[18]。
- 2010年中国科幻银河奖（第二十二届），特别奖，《三体Ⅲ·死神永生》。
- 2010年全球华语科幻星云奖（第一届），最佳科幻/奇幻作家奖。
- 2011年全球华语科幻星云奖（第二届），最佳长篇科幻小说奖金奖，《三体Ⅲ·死神永生》。
- 2011年全球华语科幻星云奖（第二届），最佳科幻作家奖金奖。
- 2012首届柔石小说奖短篇小说金奖，《赡养上帝》。
- 2013第一届西湖·类型文学双年奖金奖，《三体》。
- 2013第九届全国优秀儿童文学奖科幻文学奖，《三体Ⅲ·死神永生》。
- 2014年星云奖最佳长篇小说（提名），《三体》英文版。[19]

- 2015年雨果奖最佳小说，《三体》英文版，为首位获得该奖项的亚洲人。[20][21]
- 2017年轨迹奖最佳长篇科幻小说，《三体Ⅲ：死神永生》英文版[22]。
- 2018年克拉克奖，克拉克想象力社会贡献奖[23]。
- 2019年在福布斯中國名人榜，名列第30名[24]。
- 2019年日本星云奖最佳海外短篇小说，《圆》[25]。
- 2020年日本星云奖最佳海外长篇小说，《三体》[26]。
- 2021年日本星云奖最佳海外长篇小说，《三体II：黑暗森林》[27]。
- 2023年日本星云奖最佳海外短篇小说，《流浪地球》[28]。

## 人物评价
刘慈欣是一个冷漠的宇宙观察者，冷酷的道德评判者，再加上一个冷静的思想者。——何夕，科幻作家
刘慈欣用旺盛的精力建成了一个光年尺度上的展览馆，里面藏满了宇宙文明史中科学与技术创造出来的超越常人想象的神迹。大刘用想象力征服读者，但他的作品中又不仅有想象力，也有其丰富性，故各界的朋友都对刘慈欣作品有很高评价。——姚海军，《科幻世界》副主编
在读过刘慈欣几乎所有作品以后，我毫不怀疑，这个人单枪匹马，把中国科幻文学提升到了世界级的水平。——严锋，复旦大学中国语言文学系教授

## 作品

### 文学作品

#### 长篇科幻小说
| 发表时间 | 发表时间 | 标题              | 创作完成时间                                                                        | 出版单位               | 附注 |
| 年份     | 月份     | 标题              | 创作完成时间                                                                        | 出版单位               | 附注 |
| -------- | -------- | ----------------- | ----------------------------------------------------------------------------------- | ---------------------- | --- |
| 2002     | 9        | 魔鬼积木          | 2000年5月17日                                                                       | 福建少年儿童出版社     | - |
| 2003     | 1        | 超新星纪元        | 1989年12月（初稿） 1991年10月2日（二稿） 2001年4月2日（三稿） 2002年1月25日（四稿） | 作家出版社             | 本版本为第五稿 |
| 2003     | 12       | 超新星纪元        | 1989年12月（初稿） 1991年10月2日（二稿） 2001年4月2日（三稿） 2002年1月25日（四稿） | 台湾紅狐文化           | 繁体版，本版本为第四稿 |
| 2004     | 6        | 当恐龙遇上蚂蚁    | 2003年4月29日                                                                       | 北京少年儿童出版社     | 又名“白垩纪往事” |
| 2004     | 7        | 球状闪电          | 2001年                                                                              | 《星云Ⅱ》              | - |
| 2004     | 9-11     | 白垩纪往事        | 2003年4月29日                                                                       | 《科幻世界》杂志，连载 | 即《当恐龙遇上蚂蚁》 |
| 2005年   | 6        | 球状闪电          | 2001年                                                                              | 四川科学技术出版社     | 单行本 |
| 2006     | 5-12     | 三体              | 2005年                                                                              | 《科幻世界》杂志，连载 | “地球往事”三部曲之一， 获得2006年度中国科幻银河奖特别奖， 2014年美国科幻及奇幻作家协会星云奖提名， 2015年雨果奖最佳小说奖           |
| 2008     | 1        | 三体              | 2005年                                                                              | 重庆出版社             | “地球往事”三部曲之一， 获得2006年度中国科幻银河奖特别奖， 2014年美国科幻及奇幻作家协会星云奖提名， 2015年雨果奖最佳小说奖           |
| 2008     | 5        | 三体II：黑暗森林  | 2007年                                                                              | 重庆出版社             | “地球往事”三部曲之二， 获得2021年日本星云奖海外部门长篇小说奖                                                                       |
| 2010     | 11       | 三体III：死神永生 | 2010年9月                                                                           | 重庆出版社             | “地球往事”三部曲之三， 获得2010年度中国科幻银河奖特别奖、 2011年全球华语科幻星云奖最佳长篇小说金奖、 2017年轨迹奖最佳长篇科幻小说奖 |

#### 中短篇科幻小说
| 发表时间 | 发表时间 | 标题           | 创作完成时间                                | 出版单位                               | 附注 |
| 年份     | 月份     | 标题           | 创作完成时间                                | 出版单位                               | 附注 |
| -------- | -------- | -------------- | ------------------------------------------- | -------------------------------------- | --- |
| 1989     | 2        | 中国2185       | 1989年2月15日                               | 未出版                                 | 刘慈欣的第一篇中长篇小说，可能因其大胆的政治想象未能正式发表                                                                                           |
| 1999     | 6        | 鲸歌           | 1998年8月23日                               | 《科幻世界》杂志                       | - |
| 1999     | 6        | 微观尽头       | 1987年                                      | 《科幻世界》杂志                       | - |
| 1999     | 7        | 宇宙坍缩       | 1985年                                      | 《科幻世界》杂志                       | - |
| 1999     | 10       | 带上她的眼睛   | 1999年                                      | 《科幻世界》杂志                       | 获得1999年中国科幻银河奖一等奖，该篇现已选入中国大陆教育部编写的七年级语文教科书中                                                                     |
| 2000     | 2        | 地火           | 1999年6月29日                               | 《科幻世界》杂志                       | 收录于《中国九十年代科幻佳作集》 |
| 2000     | 7        | 流浪地球       | 2000年1月12日                               | 《科幻世界》杂志                       | 获得2000年度中国科幻银河奖特等奖， 收录于《2000年度中国最佳科幻小说集》                                                                                |
| 2001     | 1        | 乡村教师       | 2000年8月8日                                | 《科幻世界》杂志                       | 获得2001年度中国科幻银河奖读者提名奖， 收录于《2001年度中国最佳科幻小说集》                                                                            |
| 2001     | 4        | 微纪元         | 1999年7月20日                               | 《科幻世界》杂志                       | 收录于《2001年度中国最佳科幻小说集》， 2018年其节选成为中国高考全国卷三阅读题的材料                                                                    |
| 2001     | 8        | 全频带阻塞干扰 | 2000年4月5日                                | 《科幻世界》杂志                       | 原版的交战双方为中国、北约+日本+俄罗斯联盟，在《科幻世界》发表时，改为俄罗斯、北约。 获得2001年度中国科幻银河奖， 收录于《2001年度中国最佳科幻小说集》 |
| 2001     | 8        | 纤维           | 2001年2月10日                               | 《科幻世界·惊奇档案·霹雳与玫瑰号》     | - |
| 2001     | 11       | 命运           | 2001年5月11日                               | 《科幻世界·惊奇档案·太阳舞号》         | - |
| 2001     | 11       | 信使           | 2000年                                      | 《科幻大王》杂志                       | - |
| 2002     | 1        | 中国太阳       | 2001年8月18日                               | 《科幻世界》杂志                       | 获得2002年度中国科幻银河奖， 收录于《2002年度中国最佳科幻小说集》                                                                                      |
| 2002     | 1        | 梦之海         | 2001年7月18日                               | 《科幻世界》杂志                       | “大艺术”系列之一 |
| 2002     | 1        | 朝闻道         | 2001年1月                                   | 《科幻世界》杂志                       | 又名“爱因斯坦赤道”， 获得2002年度中国科幻银河奖读者提名奖， 收录于《2002年度中国最佳科幻小说集》                                                       |
| 2002     | 1        | 混沌蝴蝶       | 1999年7月11日                               | 《科幻大王》杂志                       | - |
| 2002     | 6        | 天使时代       | 1999年2月21日（初稿） 2000年5月17日（二稿） | 《科幻世界》杂志                       | 又名“波斯湾飞马” |
| 2002     | 11       | 吞食者         | 2000年                                      | 《科幻世界》杂志                       | 又名“人和吞食者”， 获得2002年度中国科幻银河奖读者提名奖                                                                                                |
| 2002     | 12       | 西洋           | 1999年2月1日                                | 四川人民出版社                         | 收录于《2001年度中国最佳科幻小说选》， 描寫了架空的郑和下西洋                                                                                          |
| 2003     | 3        | 詩雲           | 1997年                                      | 《科幻世界》杂志                       | 又名“李白”，“大艺术”系列之二， 获得2003年度中国科幻银河奖读者提名奖， 收录于《2003年度中国最佳科幻小说集》                                             |
| 2003     | 8        | 光荣与梦想     | 2003年3月7日                                | 《科幻世界》杂志                       | - |
| 2003     | 9        | 地球大炮       | 2002年10月29日（初稿） 2003年6月6日（二稿） | 《科幻世界》杂志                       | 获得2003年度中国科幻银河奖， 收录于《2003年度中国最佳科幻小说集》                                                                                      |
| 2003     | 12       | 思想者         | 2002年7月24日                               | 《科幻世界》杂志                       | 获得2003年度中国科幻银河奖读者提名奖， 收录于《2003年度中国最佳科幻小说集》                                                                            |
| 2004     | 3        | 圆圆的肥皂泡   | 2003年12月12日                              | 《科幻世界》杂志                       | 获得2004年度中国科幻银河奖读者提名奖 |
| 2004     | 12       | 镜子           | 2004年9月24日                               | 《科幻世界》杂志                       | 获得2004年度中国科幻银河奖 |
| 2004     | 12       | 创世纪         | 2002年4月23日                               | 《科幻大王》杂志，连载                 | 《超新星纪元》节选中篇版 |
| 2005     | 1        | 创世纪         | 2002年4月23日                               | 《科幻大王》杂志，连载                 | 《超新星纪元》节选中篇版 |
| 2005     | 1        | 赡养上帝       | 2005年                                      | 《科幻世界》杂志                       | - |
| 2005     | 8        | 欢乐颂         | 2001年6月28日（一稿） 2005年7月11日（二稿） | 《恐龙·九州幻想·贪狼号》               | “大艺术”系列之三 |
| 2005     | 11       | 赡养人类       | 2005年                                      | 《科幻世界》杂志                       | - |
| 2006     | 1        | 山             | 2005年10月10日                              | 《科幻世界》杂志                       | - |
| 2009     | 1        | 2018年4月1日   | -                                           | 《时尚先生》杂志                       | - |
| 2009     | 2        | 月夜           | 2009年                                      | 《生活》杂志                           | - |
| 2010     | 1        | 人生           | 2003年9月27日                               | 《时光尽头》（花山文艺出版社）         | - |
| 2010     | 2        | 太原之恋       | 2009年1月10日                               | 《九州幻想·贲书铁卷》                  | 又名“太原诅咒”，属于城市毁灭系列 |
| 2010     | 4        | 时间移民       | -                                           | 《微纪元》（沈阳出版社）               | - |
| 2014     | 9        | 海水高山       | 2003年                                      | 《新课堂·科普童话》杂志                | 扩展版为《山》 |
| 2014     | 12       | 圆             | -                                           | Carbide Tipped Pens（Tor Books）       | 以英文版首次发表 |
| 2016     | 4        | 不能共存的节日 | -                                           | 《科幻世界》杂志                       | - |
| 2016     | 6        | 烧火工         | 2011年12月28日                              | 四川科学技术出版社                     | 科幻童话，作为2012年新年礼物赠与小姬AI，首发于果壳网                                                                                                   |
| 2018     | 5        | 黄金原野       | 2018年                                      | Twelve Tomorrows（麻省理工学院出版社） | 英文版 |
| 2018     | 8        | 黄金原野       | 2018年                                      | 《十二个明天》（北京联合出版公司）     | 中文版 |
| 2018     | 12       | 黄金原野       | 2018年                                      | 《科幻世界》杂志                       | 中文版 |

#### 作品选集
- 《带上她的眼睛》，人民文学出版社，2004年6月，ISBN 978-7-0200-4587-7，收录《带上她的眼睛》、《全频带阻塞干扰》等六篇
- 《带上她的眼睛：刘慈欣科幻小说精品集》，上海科学普及出版社，2004年10月，ISBN 978-7-5427-2904-7，收录《带上她的眼睛》、《流浪地球》、《天使时代》、《坍缩》、《全频带阻塞干扰》、《诗云》、《梦之海》、《混沌蝴蝶》、《朝闻道》、《人和吞食者》、《光荣与梦想》
- 《爱因斯坦赤道》（繁体），台湾天海文化，2003年，ISBN 978-9-8676-8911-5，收录《爱因斯坦赤道》[c]、《带上她的眼睛》、《混沌蝴蝶》和《全频道阻塞干扰》[d]
- 《流浪地球》（繁体），台湾天海文化，2003年，ISBN 978-9-8676-8912-2
- 《流浪地球：刘慈欣获奖作品》，长江文艺出版社，2008年11月，ISBN 978-7-5354-3837-9，收录《流浪地球》、《乡村教师》、《全频带阻塞干扰》等
- 《魔鬼积木·白垩纪往事》，长江文艺出版社，2008年11月，ISBN 978-7-5354-3836-2，收录长篇科幻小说《魔鬼积木》和《白垩纪往事》
- 《时光尽头》，花山文艺出版社，2010年1月，ISBN 978-7-8075-5731-9
- 《乡村教师：刘慈欣科幻自选集》，长江文艺出版社，2012年9月，ISBN 978-7-5354-5866-7
- 《时间移民》，江苏凤凰文艺出版社，2014年12月，ISBN 978-7-5399-6418-8
- 《2018》，江苏凤凰文艺出版社，2014年12月，ISBN 978-7-5399-6404-1
- 《带上她的眼睛：刘慈欣科幻短篇小说集Ⅰ》，四川科学技术出版社，2015年6月，ISBN 978-7-5364-8107-7
- 《梦之海：刘慈欣科幻短篇小说集Ⅱ》，四川科学技术出版社，2015年7月，ISBN 978-7-5364-8115-2

#### 科幻随笔
除小说外，刘慈欣还发表过约四十余篇关于科幻的随笔、评论，以及众多的访谈。大多数收录于《最糟的宇宙，最好的地球——刘慈欣科幻评论随笔集》（四川科学技术出版社，2015年12月，ISBN 978-7-5364-8201-2）。
| 年份   | 月份 | 标题           | 出版单位         | 类型         | 附注 |
| ------ | ---- | -------------- | ---------------- | ------------ | ---- |
| 2003年 | 2月  | 文明的反向扩张 | 《科幻世界》杂志 | 科幻专题文章 | -    |
| 2003年 | 5月  | 远航！远航！   | 《科幻世界》杂志 | 科幻专题文章 | -    |

### 電腦程序
- 網上能夠見到一款1990年代電腦程序「電子詩人」[35]，它似乎是一種語言模型，能生成80年代朦胧诗風格的作品。

## 影视改编
电影
- 《水滴》（2015年，改编自《三体II：黑暗森林》，14分钟科幻短片）
- 《流浪地球》（2019年，改编自同名小说，同时担任监制、友情出演）
- 《疯狂的外星人》（2019年，改编自《乡村教师》）
- 《流浪地球2》（2023年，同时担任监制）

剧集
- 《三体 (中文剧集)》（改编自同名小说）
- 《三体 (英文剧集)》（改编自同名小说，同时担任顾问制作人[36]）
- 《球状闪电 (电视剧)》（2022年拍摄，改编自同名小说）

动画
- 《我的三体》、《我的三体之罗辑传》、《我的三体之章北海传》（2014年、2016年、2020年，改编自《三体》）
- 《三体》（2022年发布，改编自同名小说）
- 《全频带阻塞干扰》，由创作者“小铁片片片”发表于哔哩哔哩的原中国版（中国与北约版）同人改编动画剧集，前10集主要由游戏武装突袭3与DCS World画面制作而来，11集起改用CG动画制作

## 争议事件
2007年中国（成都）国际科幻·奇幻大会上，刘慈欣与江晓原讨论中，曾讨论为了生存是否应该吃人问题。
2019年4月，刘慈欣遭到匿名组织“恶俗维基”的人肉搜索，其身份证号码、住宅地址、手机号码等个人隐私以及百度贴吧小号被曝光，疑似其在百度贴吧的一些发言也被曝光。此事件登上了微博热搜，并被多家媒体报导。
同年6月，刘慈欣在美国《纽约客》杂志的采访中支持新疆教培中心及计划生育政策。2020年9月，五個美國共和党参议员对此致信网飞公司共同首席执行官萨兰多斯，要求他“认真重新考虑”將刘慈欣作品改編成電視劇的計劃。9月25日，网飞公司表示不认同刘慈欣在维吾尔人问题上的看法，但由於劉只是影視原著的作者而並非影視節目的直接創作者，故此會繼續其影視改編的計劃。《环球时报》就此事联系刘慈欣，对方表示需要再了解一下。